# Cruz Trading Post
Le Cruz Trading Post est un ancien poste de traite américain à Casa Grande, dans le comté de Pinal, en Arizona. Construit vers 1888, il a été ultérieurement modifié pour adopter le style Pueblo Revival. Il est inscrit au Registre national des lieux historiques depuis le 16 avril 1985.